# Fakta (dagligvarukedja)
Fakta var en dansk lågprisdagligvarukedja, verksam 1981–2022. Från 1987 tillhörde den den danska konsumentkooperationen.
Under år 2022 konverterades de sista danska Faktabutikerna till konceptet Coop 365. Namnet levde dock kvar för gränshandelsbutiker i Tyskland som drevs av danska Coop. På 1990-talet förekom även Faktakedjan i Sverige.

## Historik
Kedjan startades 1981 som Dansk Discount, vilket året därpå ändrades till Fakta. Aldi Danmark hade 1977 varit först med discountkonceptet i Danmark, men Fakta och konkurrenten Netto skulle dock snart gå om Aldi.
År 1987 köptes Fakta av Fællesforeningen for Danmarks Brugsforeninger (FDB, senare Coop amba).
I mars 2011 hade kedjan 370 butiker och fortsatte expandera. I januari 2013 öppnade Fakta butik nummer 400, med mål att under året öppna runt 50 butiker så att man kunde gå om Netto sett till antal butiker.

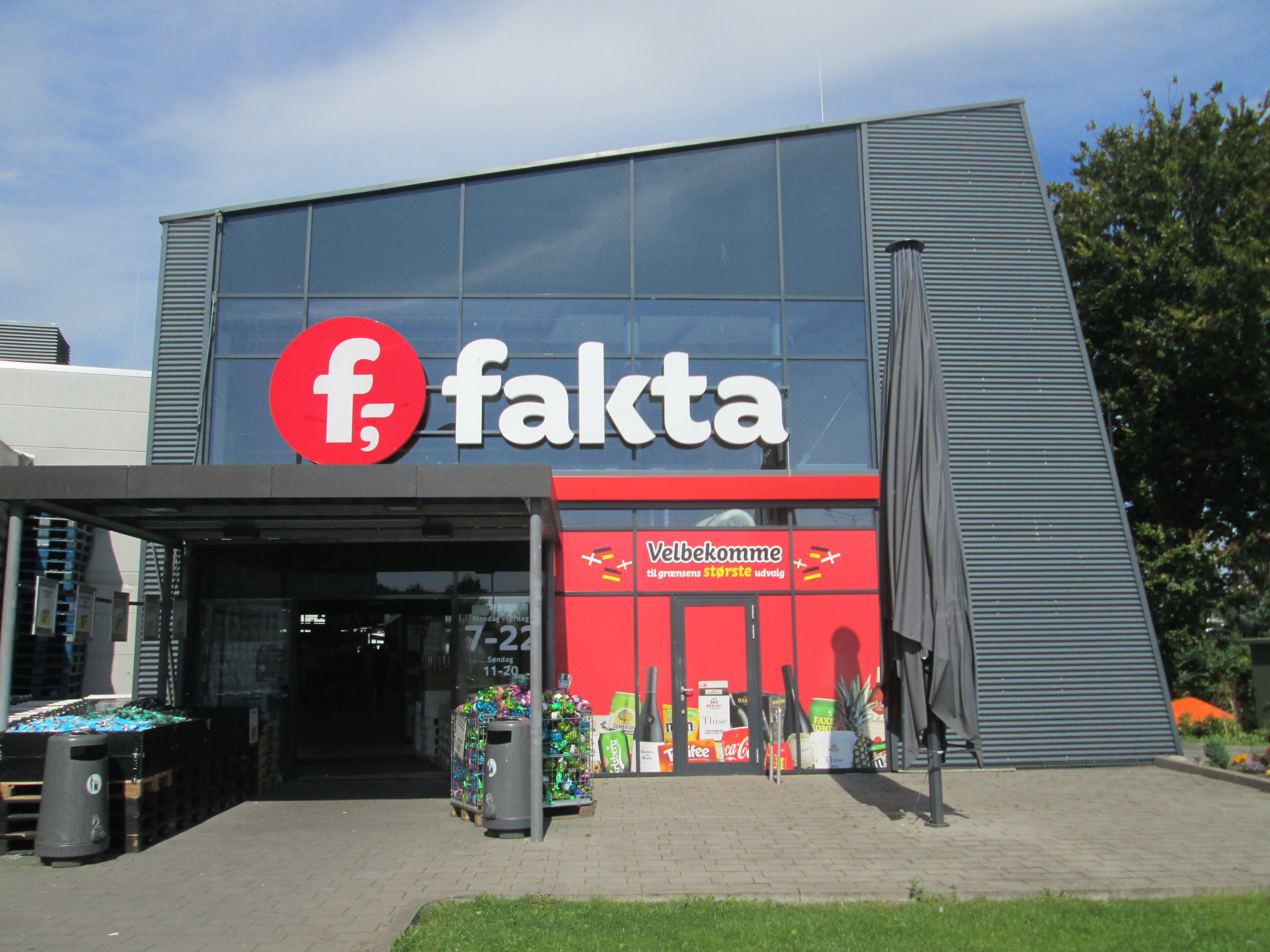
Fakta i Harreslev 2016.

Den 20 mars 2013 öppnade danska Coop två Faktabutiker i Harreslev och Aventoft i Sydslesvig (Tyskland) för att dra nytta av gränshandeln i området. År 2014 öppnade en butik i Süderlügum som kedjans tredje i Sydslesvig.
Den snabba expansionen ledde till stora förluster för Fakta under 2013. Hösten 2014 lanserades ett program för att en del av kedjans då 444 butiker skulle byggas om med ny inredning och design. Man valde även att stänga ett antal butiker. Fakta var Danmarks näst största dagligvarukedja sett till antal butiker fram till 2020 när Rema 1000 gick om. Fakta hade då 340 butiker och Rema 1000 hade 353.
Från 2020 lanserade danska Coop på prov kedjan Coop 365 som i huvudsak bestod av konverterade Faktabutiker. den 13 september 2022 meddelade Coop att resterande Faktabutiker skulle konverteras till konceptet. Den sista Faktabutiken i Danmark nyöppnade som Coop 365 den 23 december 2022. De tre tyska gränshandelsbutikerna behöll dock namnet Fakta även efter år 2023.

## Fakta i Sverige
Under 1990-talet satsade Kooperativa Förbundet på att lansera Faktakedjan i Sverige. Utvecklingen leddes av KF Handel AB som var KF:s samarbets- och utvecklingsbolag gentemot konsumentföreningarna. Den första testbutiken öppnade under 1989 i Norrköping. Under 1990 öppnade ytterligare några testbutiker.
I mars 1991 bestämde KF Handel att Fakta skulle permanentas som kedja. Som en del i detta bildade KF Handel dotterbolaget KF Fakta AB som skulle agera some franchisegivare till de konsumentföreningar som ville öppna Faktabutiker. Tolv konsumentföreningar tecknade franchiseavtal och vid utgången av 1991 fanns 53 Faktabutiker i Sverige. Av de Faktabutiker som tillkom under 1991 var två nyetableringar och resten omprofileringar från andra koncept.
Den uttalade planen var kedjan skulle bestå av 150-200 butiker, men antalet stannade vid 52 butiker 1992, och 50 butiker 1993. I början av 1994 etablerade dessutom den första Prixbutiken, som var ytterligare ett lågpriskoncept fast för större enheter.
I slutet av 1996 bestämde KF att de Faktabutiker man ägde direkt (28 stycken) skulle konverteras till Gröna Konsum under 1997. De fristående föreningar som drev Faktabutiker på franchisebasis påverkades inte omedelbart av detta beslut. Exempelvis drev Konsum Nord Faktabutiker fram till 2004 när Fakta i Domsjö lades ner.